# Пухли
Пухли (пол. Puchły) — село в Польщі, у гміні Нарва Гайновського повіту Підляського воєводства. Населення — 42 особи (2011).

## Історія
Вперше згадується 1580 року. Заснування села з церквою пов'язують з появою в цих околицях ікони Покрови Пресвятої Богородиці. У 1868 році в селі заснована церковно-парафіяльна школа.
У 1975—1998 роках село належало до Білостоцького воєводства.

## Демографія
Демографічна структура станом на 31 березня 2011 року:
|          | Загалом | Допрацездатний вік | Працездатний вік | Постпрацездатний вік |
| -------- | ------- | ------------------ | ---------------- | -------------------- |
| Чоловіки | 19      | 1                  | 9                | 9                    |
| Жінки    | 23      | 5                  | 7                | 11                   |
| Разом    | 42      | 6                  | 16               | 20                   |

## Релігія
У селі міститься парафіяльна церква Покрови Пресвятої Богородиці. Заснування села з церквою пов'язують з появою в цих околицях ікони Покрови Пресвятої Богородиці. У 1860-х роках дерев'яний будинок церкви перебудували. У 1875 році парафія Пухлів налічувала 3 тисячі вірян, до неї належали села: Пухли, Телушки, Саці, Стрільці, Тростянка, Білки, Живково, Городники, Іванки, Саки і Анцути.